# Brändavatjärnen
Brändavatjärnen är en sjö i Kalix kommun i Norrbotten och ingår i Töreälven-Vitåns kustområde. Sjön har en area på 0,0517 kvadratkilometer och ligger 21,2 meter över havet.

## Delavrinningsområde
Brändavatjärnen ingår i det delavrinningsområde (731028-181791) som SMHI kallar för Rinner till Bergöfjärden. Medelhöjden är 27 meter över havet och ytan är 5,91 kvadratkilometer. Det finns inga avrinningsområden uppströms utan avrinningsområdet är högsta punkten. Avrinningsområdets utflöde mynnar i havet, utan att ha någon enskild mynningsplats.